# موانع الزكاة
موانع استحقاق الزكاة هي الصفات التي تمنع من أخذ الزكاة، إما للخصوصية، بمعنى عدم حل الزكاة لآل البيت النبوي ويدل عليها حديث: «إن الصدقة لا تحل لمحمد ولا لآل محمد، إنما هي أوساخ الناس»، وإما عدم الاستحقاق لأخذ الصدقة لوجود مانع من أخذها، فلا يحل دفع الزكاة للغني بمال أو كسب، ولا لمن تلزم المزكي نفقته، ولا أخذ نصيبين بوصفي استحقاق، ولا للعبد، ولا لمن هو من غير المسلمين؛ لأن الزكاة تؤخذ من أغنياء المسلمين، وتدفع لمستحقيهم.

## موانع الزكاة
موانع أخذ الزكاة هي الصفات التي تمنع من أخذ الزكاة، فقد حدد الشرع مصارف الزكاة في ثمانية أصناف يستحقون أن تدفع إليهم الزكاة، كما أن هناك من لا تدفع إليهم الزكاة، إما لكونهم من آل البيت النبوي، الذين لا تحل لهم الصدقة، وإما لعدم الاستحقاق. 

## الزكاة على الآل
لا تحل الصدقة لآل البيت النبوي، ثبت في صحيح مسلم حديث: «عن عبد المطلب بن ربيعة بن الحارث بن عبد المطلب قال: أتيت أنا والفضل بن العباس رسول الله صلى الله عليه وسلم فسألناه أن يؤمرنا على بعض الصدقات فنؤدي إليه كما يؤدي الناس ونصيب كما يصيبون، فسكت طويلا ثم قال: إن الصدقة لا تنبغي لآل محمد، إنما هي أوساخ الناس»، وفي رواية لمسلم: «إن هذه الصدقات إنما هي أوساخ الناس، وإنها لا تحل لمحمد ولا لآل محمد»

### علة التحريم
ظاهر النصوص تدل على تحريم الصدقة على أهل البيت، والأصل أنه لا علة مع النص، لكن ورد في سياق الحديث تعليل المنع بسبب أن الصدقة أوساخ الناس، فلا تحل لآل البيت تنزيها لم من أخذ الأوساخ، قال النووي:
«قوله ﷺ: "إنما هي أوساخ الناس" تنبيه على علة في تحريمها على بني هاشم وبني المطلب، وأنها لكرامتهم وتنزيههم عن الأوساخ، ومعنى: "أوساخ الناس" أنها تطهير لأموالهم ونفوسهم كما قال تعالى: خذ من أموالهم صدقة تطهرهم وتزكيهم بها فهي كغسالة الأوساخ».

وورد في سياق الحديث قوله: 
«ثم قال رسول الله صلى الله عليه وسلم ادعوا لي محمية بن جزء وهو رجل من بني أسد كان رسول الله ﷺ استعمله على الأخماس». وسبب استدعاء محمية بن جزء أن يعطيهما من الخمس لسد حاجتهما، كما في تمام رواية مسلم.

### دلالة الحديث
يدل الحديث على تحريم الصدقة على آل البيت، قال النووي:
«قوله صلى الله عليه وسلم لعبد المطلب بن ربيعة والفضل بن عباس وقد سألاه العمل على الصدقة بنصيب العامل: "إن الصدقة لا تنبغي لآل محمد" دليل على أنها محرمة سواء كانت بسبب العمل أو بسبب الفقر والمسكنة وغيرهما من الأسباب الثمانية، وهذا هو الصحيح عند أصحابنا، وجوز بعض أصحابنا لبني هاشم وبني المطلب العمل عليها بسهم العامل؛ لأنه إجارة».
وأجاز بعض العلماء المتأخرين أن يعطى آل البيت من الصدقة للحاجة بشروط، أهمها: وجود الحاجة كالفقر مثلا، مع تعذر وجود مصدر آخر للأخذ، فيعطى للحاجة، وعللوا لذلك بأن سبب تحريم الزكاة: أنهم كانوا يأخذون من الخمس، أما إذا لم يكن لهم ما يأخذونه منه؛ حلت لهم الصدقة، وظاهر النصوص المنع؛ للعموم، وجواز الأخذ للحاجة، وفق شروط مذكورة في كتب فروع الفقه.

## حكم الزكاة للغني
لا تحل الصدقة لغني بمال أوكسب، 
«عن ابن عمرو قال: قال رسول الله ﷺ: لا تحل الصدقة لغني ولا لذي مرة سوي».
و«عن عبيد الله بن عدي بن الخيار أن رجلين أخبراه: أنهما أتيا النبي ﷺ يسألانه من الصدقة، فقلب إليهما البصر، فرآهما جلدين، فقال: إن شئتما أعطيتكما ولا حظ فيها لغني ولا لقوي مكتسب».
«عن أبي هريرة رضي الله عنه أن رسول الله ﷺ قال: ليس المسكين بهذا الطواف الذي يطوف على الناس فترده اللقمة واللقمتان، والتمرة والتمرتان قالوا: فما المسكين يا رسول الله؟ قال: الذي لا يجد غنى يغنيه، ولا يفطن له فيتصدق عليه، ولا يسأل الناس شيئا».

## الزكاة على من تجب مؤنته
يمتنع دفع الزكاة الواجبة لمن تلزم المزكي نفقته، كالأبناء الصغار، أو الزوجة، إذا كانت مؤنتهم واجبة على المزكي؛ لا يدفع إليهم الزكاة باسم الفقراء والمساكين، إما إذا لم تكن مؤنته واجبة على المزكي؛ فيجوز دفعها إليه بل إن الصدقة على الجار والقريب أولى من غيرهما.

## تعدد وصف الاستحقاق
لا يعطى المستحق للزكاة إلا بوصف واحد، فلو اجتمع فيه صفتا استحقاق أو أكثر، مثل: عامل الزكاة إذا كان فقيرا أو مسكينا؛ لا يعطى نصيبين بوصفي مستحق، فلو أعطي نصيب عامل، وسد ذلك حاجته؛ فلا يعطى سهما آخر بصفة الفقر.